# Platja Andrín
La Platja Andrín és una platja de la parròquia del mateix nom en el concejo de Llanes, Astúries. S'emmarca a les platges de la Costa oriental d'Astúries, també anomenada Costa Verda Asturiana i és considerada paisatge protegit, des del punt de vista mediambiental (per la seva vegetació). Per aquest motiu està integrada, segons informació del Ministeris d'Agricultura, Alimentació i Medi ambient, en el Paisatge Protegit de la Costa Oriental d'Astúries

## Descripció
La platja Andrín presenta forma de petxina i es troba protegida del vent. Des del jaç de la platja es pot observar tant l'illot del castro, com el bufó conegut com a bufó de Santa Clara, que es troba en la punta Ballota.
La platja presenta una certa perillositat a causa dels corrents existents als voltants tant de l'illot com de punta Ballota.
Els únics serveis que presenta són dutxes, paperera i servei de neteja; encara que durant el període estival compta amb un equip de salvament.